# أولريكا أغرن
أولريكا أغرن (بالسويدية: Ulrika Toft Hansen) مواليد 13 يوليو 1987 في السويد، هي لاعبة كرة يد سويدية. مثلت منتخب السويد لكرة اليد للسيدات. شاركت في دورة الألعاب الأولمبية الصيفية سنة 2012. حققت المركز الثالث في بطولة أوروبا لكرة اليد للسيدات 2014.

## سجل المنافسة
شاركت في البطولات التالية:
- الألعاب الأولمبية الصيفية 2012
- بطولة العالم لكرة اليد للسيدات 2011
- بطولة أوروبا لكرة اليد للسيدات 2012
- بطولة أوروبا لكرة اليد للسيدات 2014

## الميداليات
| الميدالية | المسابقة                            |
| --------- | ----------------------------------- |
| برونزية   | بطولة أوروبا لكرة اليد للسيدات 2014 |

## روابط خارجية
- أولريكا أغرن على موقع الاتحاد الأوروبي لكرة اليد (الإنجليزية)
- أولريكا أغرن على موقع اللجنة الأولمبية الدولية (الإنجليزية)
- أولريكا أغرن على موقع أوليمبيديا (الإنجليزية)
- أولريكا أغرن على موقع اللجنة الأولمبية السويدية (السويدية)